# أسامة أبو زيد (سياسي سوري)
أسامة أبو زيد سياسي سوري شغل منصب وزير الموارد المائية في حكومة محمد البشير برئاسة محمد البشير من كانون الأول 2024 وذلك بعد سقوط نظام الأسد إلى 29 آذار 2025. وكان آخر من يتولى حقيبة وزارة الموارد المائية بعد أن دُمجت مع وزارة النفط والثروة المعدنية ووزارة الكهرباء في وزارة الطاقة المُستحدثة.